# QV Vulpeculae
QV Vulpeculae var en nova som upptäcktes 1987 i stjärnbilden Räven och som i maximum nådde +7 i magnitud.  Den upptäcktes den 21 december 1987 av de amerikanska amatörastronomerna K. Beckmann och P. Collins. Efter ett tämligen normalt novautbrott, föll den sedan snabbt i ljusstyrka under januari månad.